# Macowanites stipitatus
Macowanites stipitatus är en svampart som först beskrevs av H.A. Peters, och fick sitt nu gällande namn av Trappe, T. Lebel & Castellano 2002. Macowanites stipitatus ingår i släktet Macowanites och familjen kremlor och riskor.   Inga underarter finns listade i Catalogue of Life.